# جو لومباردي
جو لومباردي (بالإنجليزية: Joe Lombardi)‏ هو لاعب اللاكروس أمريكي، ولد في 6 يونيو 1971 في سياتل في الولايات المتحدة.